# Берестецька волость
Берестецька волость — адміністративно-територіальна одиниця Дубенського повіту Волинської губернії з центром у містечку Берестечко.
Станом на 1886 рік складалася з 15 поселень, 17 сільських громад. Населення — 9646 осіб (4635 чоловічої статі та 5011 — жіночої), 865 дворових господарств.
|                     | Площа, десятин | У тому числі орної, десятин |
| ------------------- | -------------- | --------------------------- |
| Сільських громад    | 6818           | 4924                        |
| Приватної власності | 13866          | 5531                        |
| Іншої власності     | 540            | 372                         |
| Загалом             | 21224          | 10827                       |

Основні поселення волості:
- Берестечко — колишнє власницьке містечко при річці Стир за 25 верст від повітового міста, 2105 осіб, 312 дворів; волосне правління, 2 православні церкви, костел, каплиця, 4 єврейські молитовні будинки, 2 притулки, 6 заїжджих будинків, 38 крамниць, базар щонеділі, 6 ярмарків, цегельний, черепичний, вапняковий, медоварний, пивоварний та винокурний заводи.
- Голятин — колишнє власницьке село, 389 осіб, 56 дворів, православна церква, 2 заїжджі будинки, водяний млин.
- Гумнища — колишнє власницьке село при річці Стир, 158 осіб, 32 двори, православна церква, заїжджий будинок.
- Колмів — колишнє власницьке село при річці Горохівка, 133 особи, 20 дворів, православна церква, заїжджий будинок.
- Кутрів — колишнє власницьке село при річці Стир, 365 осіб, 58 дворів, православна церква, цегельний завод.
- Лобачівка — колишнє власницьке містечко при річці Горохівка, 474 особи, 56 дворів, православна церква, єврейський молитовний будинок, заїжджий двір, заїжджий будинок.
- Мерви — колишнє власницьке село при річці Стир, 258 осіб, 44 двори, православна церква, водяний млин.
- Новостав  — колишнє власницьке село, 277 осіб, 38 дворів, православна церква, заїжджий будинок, водяний млин.
- Перемилля — колишнє власницьке село при річці Стир, 449 осіб, 82 двори, православна церква, католицька каплиця, заїжджий будинок, водяний млин.
- Смолява — колишнє власницьке село при річці Білому Лузі, 387 осіб, 60 дворів, православна церква.

## Під владою Польщі
18 березня 1921 року Західна Волинь відійшла до складу Польщі. Волость продовжувала існувати як ґміна Берестечко Дубенського повіту Волинського воєводства в тих же межах, що й за Російської імперії та Української держави.
1 січня 1925 року ґміну Берестечко вилучено з Дубенського повіту і включено до Горохівського.
Розпорядженням міністра внутрішніх справ 5 квітня 1934 р. з міста Берестечко вилучено землі сіл Старики і Піски та включені до сільської ґміни Берестечко, натомість з сільської ґміни Берестечко вилучено приміські землі мешканців міста з розпарцельованого (поділеного) маєтку Нарічин  і луки мешканців села Кутрів та приєднано їх до міста.
Польською окупаційною владою на території ґміни інтенсивно велася державна програма будівництва польських колоній і заселення поляками. На 1936 рік ґміна складалася з 19 громад:
1. Антонівка — село: Антонівка, колонії: Антонівка, хутір: Чотири Палі та лісничівки: Стирське-Лісництво і Вовча;
2. Буркачі — село: Буркачі, колонія: Буркачі та хутір: Хвойна;
3. Диковини — село: Диковини та хутір: Стадницького;
4. Голятин — села: Голятин-Долішній і Голятин-Горішній та хутір: Глибока;
5. Гумнище — село: Гумнище;
6. Янівка — колонія: Янівка;
7. Кутрів — село: Кутрів, військове селище: Нарічин та хутір: Нарічин;
8. Колмів — село: Колмів;
9. Колмачівка — колонія: Колмачівка;
10. Липа — село: Липа, фільварок: Липа та хутір: Перекалок;
11. Липська — колонія: Липська;
12. Лобачівка — село: Лобачівка, військове селище: Лобачівка, хутір: Лобачівка та млинарське селище: Радостав;
13. Мерва — село: Мерва;
14. Новостав — село: Новостав;
15. Перемиль — село: Перемиль, фільварок: Перемиль та хутір: Монастирщина;
16. Реймонтовичі —  військове селище: Реймонтовичі;
17. Смолява — село: Смолява, фільварок: Смолява та хутір: Білий Луг;
18. Волиця — село: Волиця;
19. Зелена — колонії: Зелена, Миколаївка, Дьогтярня і Будки.

Після радянської анексії західноукраїнських земель ґміна ліквідована у зв'язку з включенням до Берестечківського району.